# Stenodyneriellus boholensis
Stenodyneriellus boholensis är en stekelart som först beskrevs av Schulthess 1934.  Stenodyneriellus boholensis ingår i släktet Stenodyneriellus och familjen Eumenidae. Utöver nominatformen finns också underarten S. b. planus.